# Otočić Kormat
Otočić Kormat är en ö i Kroatien.   Den ligger i länet Gorski kotar, i den centrala delen av landet, 150 km sydväst om huvudstaden Zagreb.